# الغواصة الألمانية يو-656
غواصة يو-656 غواصة يو بوت ألمانية من غواصة الفئة السابعة سي، بنيت لسلاح بحرية ألمانيا النازية كريغسمارينه، في أحواض أتش دي دبليو خلال الحرب العالمية الثانية.